# Orchestra (The Servant)
Orchestra è un singolo pubblicato dal gruppo britannico The Servant nel 2003, tratto dal loro omonimo album di debutto.

## Successo commerciale
È stato il brano con il quale la band ha partecipato al Festivalbar 2004 riscuotendo un discreto successo radiofonico. In Francia il brano ha venduto 65 000 copie.

## Classifiche
| Classifica (2004-05) | Posizione massima |
| -------------------- | ----------------- |
| Francia              | 20                |
| Italia               | 17                |
| Russia               | 97                |